# Stavanger
Stavanger (prononcer [staˈvaŋər] ) est une ville portuaire ouvrant sur la mer du Nord et située dans le Rogaland, un comté du Sud-Ouest de la Norvège. Avec 145 568 habitants au 1er juillet 2022, elle est la quatrième ville du pays et le centre de la troisième agglomération norvégienne avec 229 911 habitants. Stavanger est la capitale du comté du Rogaland.

## Histoire

### Préhistoire
Les premières traces d'occupation de la région datent d'environ -10000, c'est-à-dire à l'époque où la glace s'est retirée après la dernière glaciation. Les premières traces humaines ont été trouvées sur un lieu d'habitation à Galta, sur l'île de Rennesøy non loin du terminal de ferry Mortavika et à Randaberg.
Durant l'âge du bronze (-1800, 500), une riche classe dirigeante a émergé, ayant des liens étroits avec l'Europe. Cette classe a commencé à utiliser des chevaux et l'araire, elle vivait dans des maisons longues et  était enterrée dans de grands tumulus. Lors de fouilles archéologiques, on a trouvé à Revheim des lurs en bronze et les plus riches tumulus de Norvège (pour cette époque) : Rægehaugene. On a également trouvé des sculptures à Vardeneset, Buøy, Aubeberget, Sunde, Hafrsfjord, Revheim et Rudlå.
On a trouvé près de 200 fermes abandonnées datant des invasions barbares. Avec tous les fragments et traces de fondation trouvées, on estime à 400 le nombre de fermes dans la région. On a trouvé des fondations qui témoignent d'habitations à Tastarustå. Les maisons dateraient de l'âge du fer (-3000, -2000). Les plus anciennes traces agricoles trouvées remontent à -2200.

### Période viking
Les découvertes archéologiques dans le Nord-Jæren montrent que, dès l'âge du fer, la région était un centre de pouvoir. Stavanger possède un port naturel qui permettait d'étendre son pouvoir au Jæren au sud, au Ryfylke à l'est et aux îles fertiles du Ryfylke au nord. Parmi les différents chefs des petits royaumes, aucun ne peut être distingué comme ayant été crucial pour le développement de Stavanger.
Le Nord-Jæren a probablement été l'une des bases principales pour les expéditions vikings en direction de l'ouest et des îles Britanniques. On a trouvé dans le nord-Jæren des quantités importantes de métal irlandais travaillé. On a découvert à Gausel une tombe de femme qui compte parmi les plus riches trouvées en Norvège et datant de la période viking avec nombre d'objets d'art locaux et provenant d'Irlande.

### Moyen Âge
Stavanger est l'une des plus anciennes villes de Norvège. Le patrimoine archéologique de la première construction de la ville est clairsemé. Au milieu du Xe siècle, les traditions funéraires nordiques disparaissent sous le roi Håkon den Gode. Les tombes chrétiennes les plus anciennes, dans la cathédrale, sont vraisemblablement du Xe siècle. Il est possible qu'il y ait eu une église en bois là où se dresse la cathédrale aujourd'hui.
Le chef de camp Erling Skjalgsson régnait sur tout le Vestlandet de la presqu'île de Lista (commune de Farsund) au Møre. Il y a toujours débat pour savoir s'il vivait à Stavanger ou à Sola. Après sa mort en 1028, une croix commémorative a été érigée à l'entrée principale de Stavanger (aujourd'hui la rue Kongsgata).
La cathédrale a été probablement commencée vers 1100 et achevée vers 1150. L'évêché de Stavanger a été fondé au cours des années 1120. L'évêque habitait Kongsråd à partir de 1250. Les écrits de 1200 parlent d'une résidence royale à Stavanger mais les opinions divergent pour dire s'il s'agit de Kongsråd ou d'un autre bâtiment.
Stavanger connait un grand incendie en 1271 ou 1272 qui a détruit de grandes parties de la ville dont la cathédrale.
En 1425, la ville obtient des privilèges commerciaux mais la population reste encore faible. Stavanger se caractérisait par le nombre de ses églises, c'était avant tout une ville religieuse et cela tout au long du Moyen Âge jusqu'à la Réforme.
La Réforme (1537) est un coup dur pour la ville : la cathédrale se voit expropriée de ses biens et propriétés. Elle est pillée, la relique de Swithun disparait ainsi que l'évêque Hoskuld Hoskuldsson . Stavanger est gouvernée pendant deux ans par le surintendant de Bergen.

### Après la Réforme
En 1536, avec la Réforme, le poids religieux de Stavanger déclina et au début du XVIIe siècle, l'évêché fut déplacé à Kristiansand.
Au début du XVIIe siècle, la ville commence à croître. La population, estimée à 800 habitants en 1600, passe à plus de 1 460 avant le grand incendie de 1684.
Le XVIIe siècle est celui de la Renaissance à Stavanger : des artisans viennent rénover les églises, des peintres s'installent dans la ville comme Gottfried Hendtzchel, Thomas Snekker et Andrew Smith. Stavanger est alors un centre artistique avec une activité telle que le nom de Renaissance de Stavanger a été donné à ce mouvement.
Il y eut au cours de ce siècle des épidémies de peste en 1618 et 1629. En 1633, un incendie dévaste les deux tiers de la ville dont toute la vieille ville médiévale. Le grand incendie de 1684 détruit 150 des 350 maisons de la ville. En 1700, a lieu le premier recensement complet : 1 385 personnes vivent alors à Stavanger.

### De la fin duXIXesiècleà 1940
Stavanger a connu une réelle reprise à la fin du XIXe siècle, liée à trois facteurs :
- nouvel essor de la pêche au hareng puis exportations des marchandises par bateau ;
- mise en service de la ligne de Jær (Jærbanen) en 1878 reliant Stavanger à Egersund ;
- construction d'infrastructures de 1888 à 1897 : un théâtre Rogaland Teater, un gymnase Stavanger Turnhall, un musée Museum Stavanger, un nouvel hôpital Stavanger sykehus. La Bibliothèque municipale est inaugurée en 1885 puis c'est la Maison du tourisme en 1887.

A la dissolution de la Suède-Norvège en 1905, elle est surnommée la "ville des conserves" et compte 14 usines différentes (sur un total national de 38) produisant des sardines norvégiennes fumées en conserve pour les marchés mondiaux à l'échelle industrielle.
En 1921, le port de Stavanger avec l'entreprise Rosenberg Mek. Verksted devient l'un des plus grands centres de construction navale du pays.
Les activités traditionnelles de Stavanger sont le transport maritime, la construction navale et l'industrie de la conserve. Dans les années 1950, on a compté plus de 50 conserveries. La dernière a été fermée en 2002, mais on peut maintenant y visiter le musée de la conserve.

### Seconde Guerre mondiale
Le 9 avril 1940, l'aéroport de Sola est attaqué par six avions de chasse allemands Messerschmitt Bf 110 peu avant 8 heures du matin. Ils bombardent la ville pendant une heure puis des avions cargo envoient des parachutistes (Fallschirmjäger). Le lieutenant Thor Tangvold, qui commandait la défense de l'aéroport, se rend à 10 h. Immédiatement, entre 200 et 300 avions allemands atterrissent dans la journée.
À 12 h 30, les premiers soldats allemands arrivent à Stavanger. La ville est conquise pacifiquement : dans l'après-midi, le poste de police, le bureau de poste, de télégraphe, le port sont sous contrôle allemand. Plusieurs hommes sont partis à l'arrivée des troupes afin de rejoindre les rangs de la résistance.
À la fin de la guerre le 8 mai 1945, les Allemands avant d'être rapatriés doivent sécuriser les 180 champs de mines du Rogaland.
Trois personnes du Rogaland furent exécutées après la guerre :
- Reidar Haaland le 17 août 1945 ;
- Hans Jakob Skaar Pedersen le 30 mars 1946 ;
- Holger Tou Jr le 30 janvier 1947.

## Arrondissements

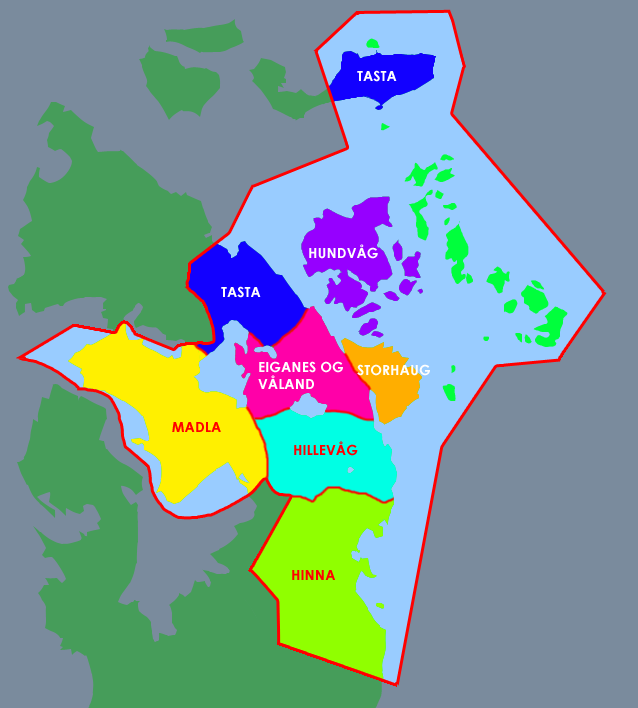
Arrondissements de Stavanger

Stavanger est officiellement composée de 22 quartiers et de 218 Grunnkrets. La ville est également divisée en 7 arrondissements:
- Hundvåg
- Tasta
- Eiganes og Våland
- Madla
- Storhaug
- Hillevåg
- Hinna

## Emplois et industries

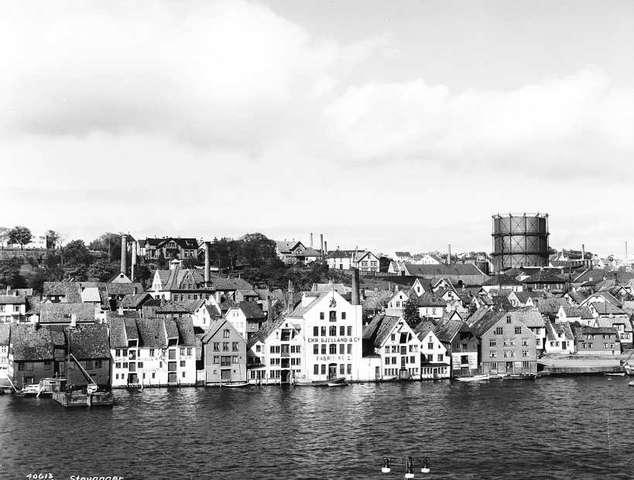
Conserveries à Stavanger en 1934 (Photo:Anders Beer Wilse)

Dans les années 1900, l'économie était principalement liée à la pêche et à la construction navale. Dans la première moitié du XXe siècle la ville était connue pour ses conserveries à tel point qu'on en dénombrait plus de 50 dans les années 1950. D'ailleurs, la ville était surnommée hermetikkhovedstad i.e. la capitale de la conserve, avec en particulier Christian Bjelland qui avait créé l'entreprise de conserverie Chr. Bjelland & Co A/S. La dernière de ses usines a fermé en 2002.
Dans les années 1950, plus de la moitié de la population active était employée dans le secteur manufacturier. Depuis, les changements structurels dans l'industrie et le fort développement des activités de service ont radicalement changé le visage économique de la ville : aujourd'hui les emplois liés au secteur de l'industrie ne représentent plus que 11 % du total des emplois. Mais la ville possède 29 % des emplois industriels du comté.
Aujourd'hui, c'est l'ingénierie qui a la part la plus importante avec 59 % des emplois manufacturiers (industrie offshore, plate-forme pétrolière). Les autres secteurs d'importance sont l'agro-alimentaire (transformation, conditionnement de la production locale) et l'imprimerie (journaux).

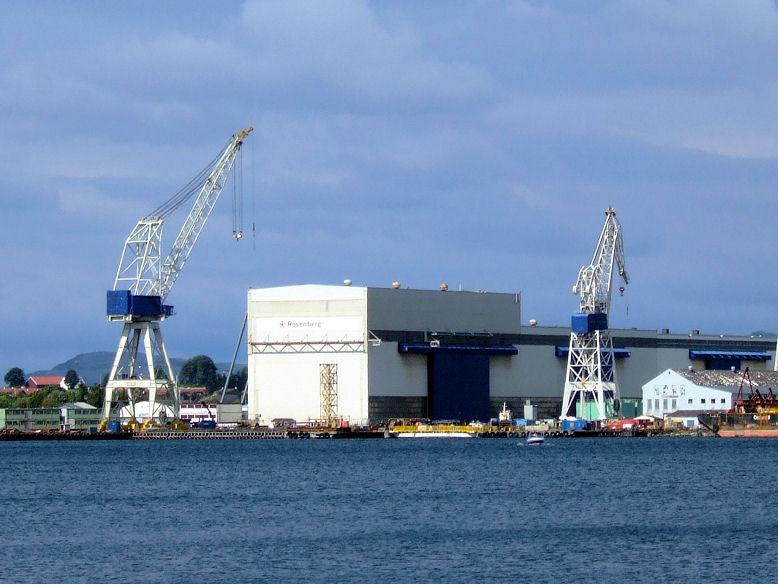
Rosenberg Verft (photo:Jarle Vines)

L'emploi des personnes résidents dans la commune se répartit ainsi (chiffres 2007) :
- secteur primaire (agriculture) :  0,6 %
- secteur secondaire (industrie) : 27,4 %
- secteur tertiaire (services) : 71,7 %

Emplois par secteur :
- secteur public : 24,4 %
- secteur privé plus entreprises publiques : 75,6 %

L'écart entre les 11 % d'emplois industriels dans la ville et les 27 % de résidents de la commune travaillant dans le secteur industriel s'explique par le fait que ces dernières années, les industries ont été décentralisées dans les communes voisines (Sandnes, Sola, Randaberg). Ces industries sont principalement liées au pétrole.
La construction navale et l'industrie maritime sont toujours importantes pour le développement économique de la ville (avec entre autres l'entreprise Rosenberg Verft créée en 1896). Stavanger est la quatrième ville de Norvège quant à l'importance de sa flotte après Oslo, Bergen et Ålesund.

## Stavanger aujourd'hui
- Stavanger est au centre de l'industrie pétrolière norvégienne. C'est au milieu des années 1970 que le pétrole devint le premier secteur d'activité de la région. Equinor, la compagnie pétrolière norvégienne détenue à 62,5 % par l'État y possède un de ses principaux centres de recherche.
- L'université de Stavanger accueille environ 9 000 étudiants.
- Un centre de guerre interarmées de l'OTAN, le JWC (en) a été installé à Forus, près de Stavanger, en octobre 2003.
- L'aéroport de Stavanger se situe dans la commune de Sola à 14 km du centre de Stavanger[8].

## Tourisme et culture
Située dans une région de fjords tel le Lysefjord, Stavanger propose aux visiteurs différents sites pour leur intérêt naturel, architectural ou bien culturel. Parmi les sites naturels, outre les plages typiques du littoral norvégien qui se trouvent au sud de Stavanger, il est possible de citer (nn) Preikestolen   / (nb) Prekenstolen {littéralement, («le siège à prêches »), promontoire surplombant le Lysefjord et accessoirement  point d'orgue d'une randonnée de deux heures,. En complément du Preikestol, l'office de tourisme local recommande une randonnée jusqu'à Kjerag, point culminant de Stavanger avec vue sur le fjord.
L'intérêt architectural de Stavanger se concentre essentiellement dans la vieille ville, qui rayonne autour de sa cathédrale médiévale et dont la visite redevient possible au bout de trois années de restauration (2020-2023). On y retrouve les nombreuses maisons de bois datant des XVIIIe et XIXe siècles. Les façades les plus colorées se trouvent à Fargegaten (« la rue des couleurs »).
Du côté de la vie culturelle, Stavanger se dénote par l'originalité de ses musées : le Stavanger Museum, le Musée norvégien du pétrole et ses activités ludiques proposant de vivre la vie des plates-formes pétrolières norvégiennes, et le musée viking géré par la Faculté d'archéologie locale, qui permet, en plus de ses pièces archéologiques exposées, de revivre la période en réalité virtuelle,,,. En outre, la ville héberge un orchestre symphonique, le Rogaland Teater et plusieurs salles de spectacle. Elle organise tous les ans, en mai, le festival international de jazz de Stavanger et en août le festival international de musique de chambre (ICMF),. Par le passé, le port de Stavanger accueille la Cutty Sark Tall Ships' Race en 1997 et 2004. Conjointement avec Liverpool, la ville est désignée capitale européenne de la culture en 2008.

## Climat
Le climat de la côte nord de Jæren est plus doux que ce que les conditions géographiques laisseraient croire, cela en raison du Gulf Stream, qui donne à la ville un climat doux bien qu'elle soit située à la même latitude que la pointe sud du Groenland.
La température moyenne sur une base annuelle est de 7,4 °C et les précipitations moyennes sont de 1 180 mm.
Les températures hivernales descendent rarement en dessous de -4 °C, et en été elles excèdent rarement 24 °C.
| Mois                     | jan. | fév. | mars | avril | mai | juin | jui. | août | sep. | oct. | nov. | déc. |
| ------------------------ | ---- | ---- | ---- | ----- | --- | ---- | ---- | ---- | ---- | ---- | ---- | ---- |
| Température moyenne (°C) | 0,8  | 0,6  | 2,7  | 5,5   | 9,9 | 12,8 | 14,2 | 14,4 | 11,7 | 8,8  | 4,6  | 2,2  |
| Précipitations (mm)      | 92   | 66   | 75   | 50    | 68  | 91   | 115  | 156  | 114  | 148  | 136  | 110  |

## Transports
La ville est desservie par le rail via la gare de Stavanger, par la route par le bus et par les airs par l'aéroport de Stavanger.

### Transport ferroviaire
La ligne du Sørland relie la gare centrale d'Oslo à la gare de Drammen, puis à la gare de Kristiansand et enfin à la gare de Stavanger. L’itinéraire est long de 545 kilomètres.

### Liaisons routières
La route européenne 39 traverse Stavanger via le tunnel de Mastrafjord (en) et le tunnel de Byfjord (en), puis se dirige vers le sud jusqu'à Sandnes.
La route régionale 44 part de Stavanger, traverse Sandnes et Flekkefjord et se termine à Kristiansand.
La route nationale 509 relie l'arrondissement de Tasta en passant par Tananger, Sola et l'aéroport de Stavanger, et Forus, se terminant à la E39 près de Jåtten.
Les tunnels routiers sous-marins Ryfast (tunnel de Ryfylke (en) et tunnel d'Hundvåg (en)) relient Stavanger à Strand.
La construction du tunnel routier sous-marin Rogfast facilitera les déplacements entre Stavanger et Haugesund à partir de 2026.

### Transport maritime
Situé à l’extérieur de Stavanger, le port assure des liaisons par traversier vers Hirtshals, au Danemark.
Les traversiers locaux desservent Tau et Kvitsøy, tandis que les bateaux à passagers rapides desservent de nombreux villages et îles entre les routes principales de Stavanger à Haugesund et Sauda.

## Politique
Le conseil municipal est composé de 67 conseillers et de 19 adjoints. Kari Nessa Nordtun (no) (Ap) est maire de Stavanger depuis octobre 2019.
Résultats des élections municipales de 2019.
| Partis                              | Pourcentage (%)                 | Pourcentage (±)                 | Voix                            | Voix (±)                                            | Sièges au conseil total/(±)                         | ±                                                   | Adjoints                                            |
| ----------------------------------- | ------------------------------- | ------------------------------- | ------------------------------- | --------------------------------------------------- | --------------------------------------------------- | --------------------------------------------------- | --------------------------------------------------- |
| Ap                                  | 25,4                            | −1,6                            | 18 190                          | +1 869                                              | 18                                                  |                                                     | 5                                                   |
| Høyre                               | 23,1                            | −5,9                            | 16 504                          | −738                                                | 16 (-3)                                             | −3                                                  | 4                                                   |
| Folkeaksjonen nei til mer bompenger | 9,2                             | +5,1                            | 6 612                           | 4 088                                               | 6 (+3)                                              | +3                                                  | 2                                                   |
| FrP                                 | 8,9                             | −2,2                            | 6 345                           | −135                                                | 6 (-1)                                              | −1                                                  | 2                                                   |
| Miljøpartiet De Grønne              | 6,5                             | +1,4                            | 4 643                           | 1 530                                               | 4                                                   |                                                     | 1                                                   |
| Rødt                                | 5,5                             | +4,2                            | 3 922                           | +3 143                                              | 4 (+3)                                              | +3                                                  | 1                                                   |
| SP                                  | 4,8                             | +2,3                            | 3 426                           | +2 325                                              | 3 (+2)                                              | +2                                                  | 1                                                   |
| SV                                  | 4,8                             | +0,4                            | 3 402                           | +740                                                | 3                                                   |                                                     | 1                                                   |
| Venstre                             | 4,7                             | −3,4                            | 3 341                           | −1 625                                              | 3 (-3)                                              | −3                                                  | 1                                                   |
| KrF                                 | 4,4                             | −1,7                            | 3 161                           | −338                                                | 3 (-1)                                              | −1                                                  | 1                                                   |
| Pensjonistpartiet                   | 1,7                             | +0,7                            | 1 223                           | +606                                                | 1                                                   |                                                     |                                                     |
| Partiet De Kristne                  | 0,9                             | +0,4                            | 611                             | +319                                                |                                                     |                                                     |                                                     |
| Liberalistene                       | 0,2                             | +0,2                            | 172                             | +172                                                |                                                     |                                                     |                                                     |
| Participation (Total des voix)      | 66,1 %                          | 66,1 %                          | 72 063                          | 72 063                                              | 67                                                  | 67                                                  | 19                                                  |
| Maire : Kari Nessa Nordtun (Ap)     | Maire : Kari Nessa Nordtun (Ap) | Maire : Kari Nessa Nordtun (Ap) | Maire : Kari Nessa Nordtun (Ap) | Maire adjointe : Dagny Cesilie Sunnanå Hausken (Sp) | Maire adjointe : Dagny Cesilie Sunnanå Hausken (Sp) | Maire adjointe : Dagny Cesilie Sunnanå Hausken (Sp) | Maire adjointe : Dagny Cesilie Sunnanå Hausken (Sp) |

## Jumelages
La ville de Stavanger est jumelée avec les villes suivantes :
| Ville | Ville             | Pays | Pays        | Période                 |
| ----- | ----------------- | ---- | ----------- | ----------------------- |
|       | Aberdeen          |      | Royaume-Uni |                         |
|       | Agadir            |      | Maroc       |                         |
|       | Antsirabe         |      | Madagascar  |                         |
|       | Bakou             |      | Azerbaïdjan |                         |
|       | Chesterfield      |      | Royaume-Uni |                         |
|       | Enköping          |      | Suède       | depuis 1948             |
|       | Esbjerg           |      | Danemark    |                         |
|       | Eskilstuna        |      | Suède       |                         |
|       | Estelí            |      | Nicaragua   |                         |
|       | Fjarðabyggð       |      | Islande     |                         |
|       | Galveston         |      | États-Unis  |                         |
|       | Harlow            |      | Royaume-Uni |                         |
|       | Houston           |      | États-Unis  |                         |
|       | Jyväskylä,        |      | Finlande    | depuis 1947             |
|       | Macaé             |      | Brésil      |                         |
|       | Massaoua          |      | Érythrée    |                         |
|       | Naplouse          |      | Palestine   |                         |
|       | Neskaupstaður     |      | Islande     |                         |
|       | Netanya,          |      | Israël      | depuis le 16 avril 1997 |
|       | Saint-Pétersbourg |      | Russie      | depuis 2008             |
|       | Toulouse          |      | France      |                         |
|       | Varna             |      | Bulgarie    |                         |

## Personnalités liées à la commune
- Alexander Kielland (1849 - 1906), écrivain.
- Peder Severin Krøyer (1851 - 1909), peintre danois.
- Sigbjørn Obstfelder (1866 - 1900), poète norvégien.
- Christian Lous Lange (1869 - 1938), homme politique.
- Kai Holst, (1913 - 1945), résistant.
- Kjell Pahr-Iversen (1937), peintre.
- Jan Egeland (1957), ancien secrétaire général adjoint de l'ONU
- Sissel Tolaas (1961-), artiste ;
- Olaug Bollestad (1961-), infirmière et femme politique ; ancienne ministre de l'agriculture (2019-2021).
- Erik Thorstvedt (1962), footballeur y est né
- Petter Hegre (1969), photographe.
- Annette Sikveland (1972), ancienne biathlète.
- Tore Renberg (1972), romancier.
- Gunn-Rita Dahle (1973), cycliste.
- Erik Nevland (1977), footballeur norvégien.
- Liv Kristine (1976), chanteuse, ainsi que son groupe Theatre of Tragedy.
- Rolf Kristian Larsen (1983), acteur.
- Aurora (1996), auteure, compositrice et chanteuse.
- Torild Wardenær (1951), écrivaine, poétesse
- Arnt Birkedal (1954), enseignant, poète, écrivain et auteur de chansons (notamment pour Vamp)[26]

## Galerie d'images

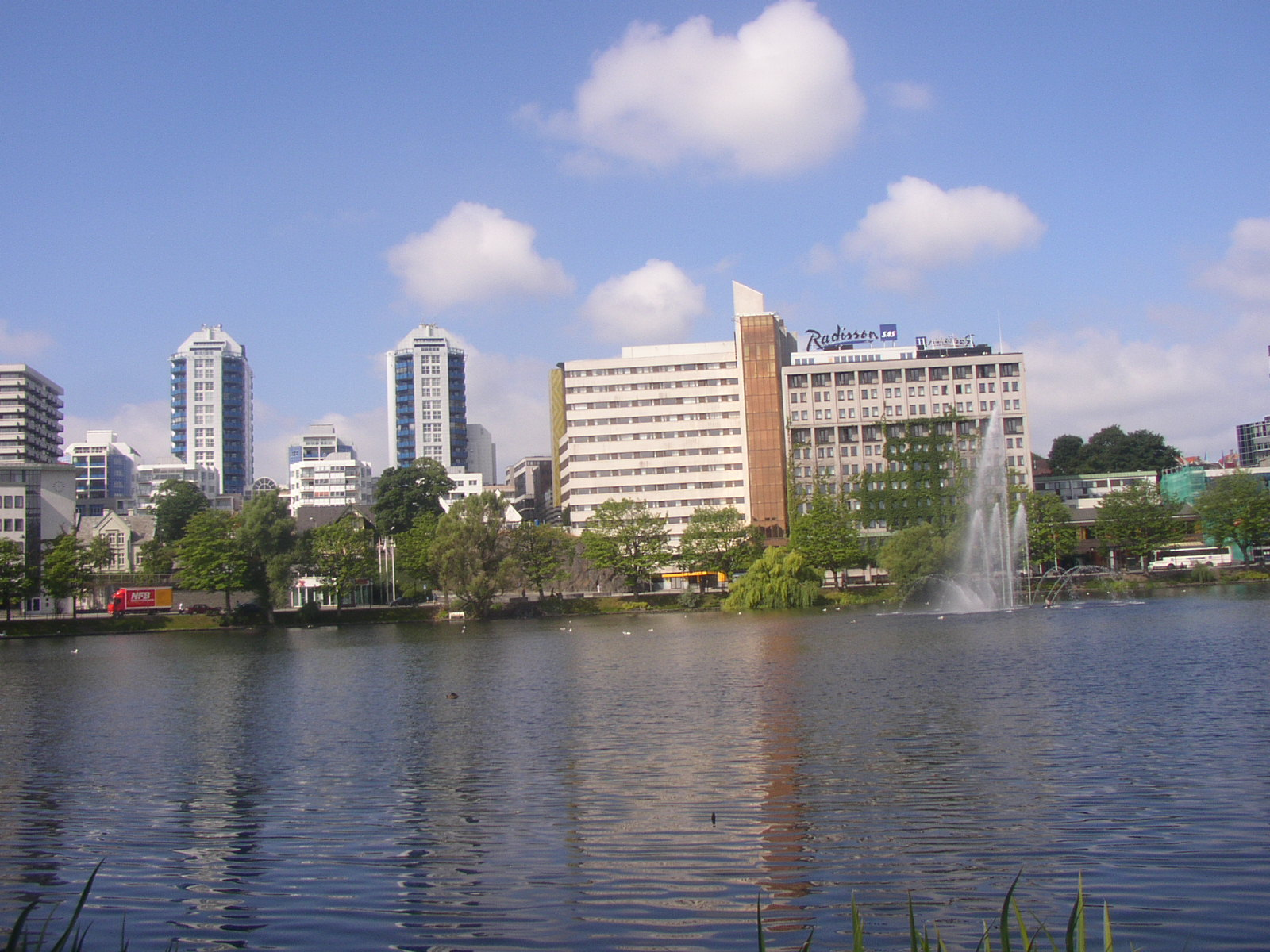
Quartier moderne.
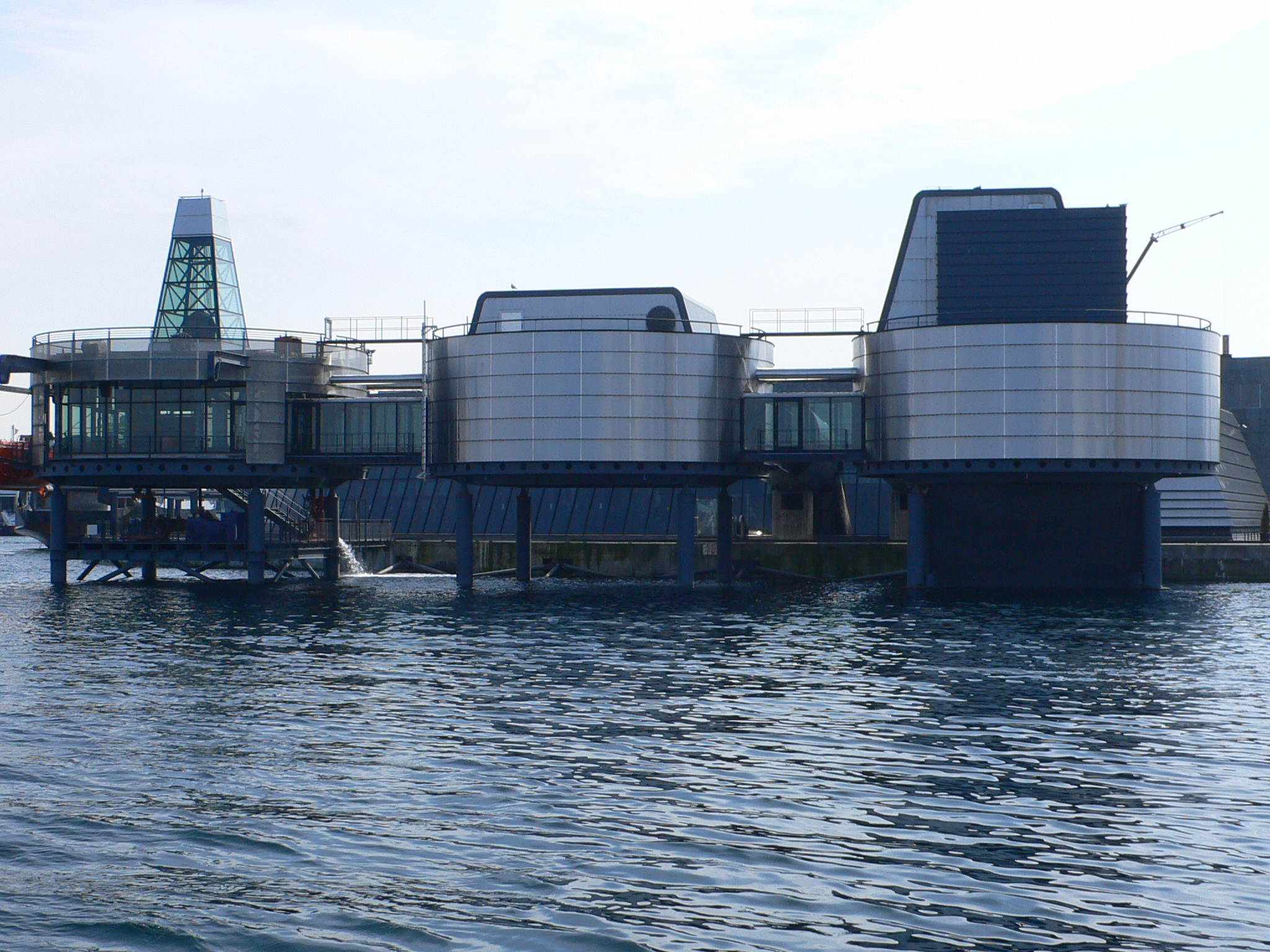
Vue du Musée du pétrole.
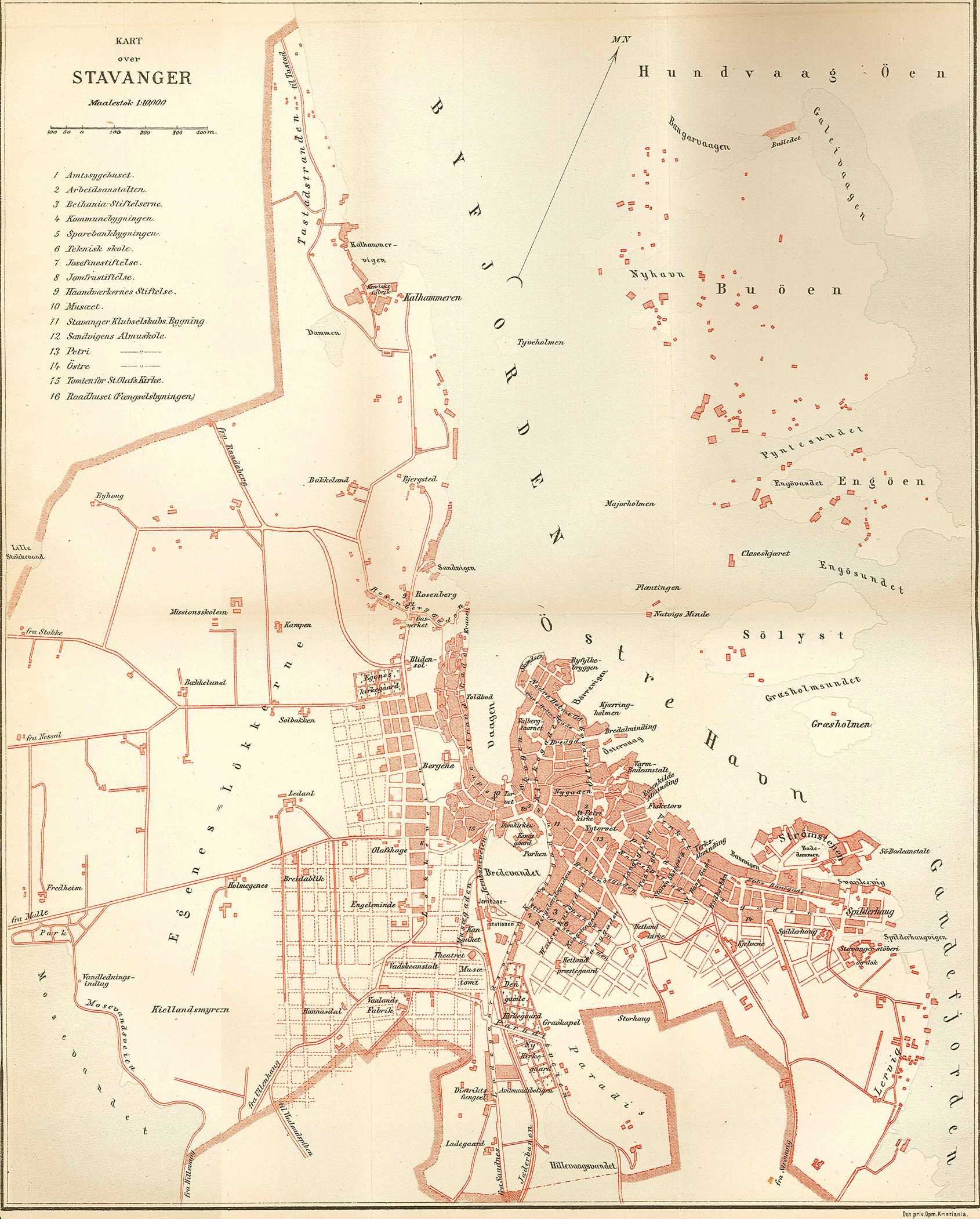
Carte de Stavanger datant de 1889.